# رامین رضیانی
رامین رضیانی (فارسی: رامین رضیانی؛ زادهٔ ۱۲ آوریل ۱۹۷۴) یک تنیس‌باز اهل ایران است.